# Pustoszka (stacja kolejowa)
Pustoszka (ros. Пустошка) – stacja kolejowa w miejscowości Pustoszka, w rejonie pustoszkowskim, w obwodzie pskowskim, w Rosji. Położona jest na linii Moskwa - Siebież.

## Historia
Stacja powstała w czasach carskich na kolei moskiewsko-windawskiej, pomiędzy stacjami Majewo i Idrica. Zlokalizowana została na polach, a nazwę zaczerpnięto od pobliskiej niewielkiej osady. Po uruchomieniu stacji wokół niej powstało miasto Pustoszka.